# D-トレオニンアルドラーゼ
D-トレオニンアルドラーゼ(D-threonine aldolase、EC 4.1.2.42)、以下の化学反応を触媒する酵素である。
(1) D-トレオニン{\displaystyle \rightleftharpoons }グリシン + アセトアルデヒド
(2) D-アロトレオニン{\displaystyle \rightleftharpoons }グリシン + アセトアルデヒド
この酵素はリアーゼ、特に炭素-炭素結合を切断するアルデヒドリアーゼに分類される。系統名は、D-トレオニン アセトアルデヒドリアーゼ (グリシン形成)(D-threonine acetaldehyde-lyase (glycine-forming))である。他に、D-TA、DTA、low specificity D-TA、low specificity D-threonine aldolase等とも呼ばれる。補因子として、ピリドキサールリン酸を必要とする。また、Co2+、Ni2+、Mn2+、Mg2+等の二価の金属陽イオンで活性化される。